# Panique dans les rues de Springfield
Panique dans les rues de Springfield (Panic on the Streets of Springfield) est un épisode de la série télévisée d'animation Les Simpson. Il s'agit du dix-neuvième épisode de la trente-deuxième saison et du 703e de la série.

## Synopsis
En s'inscrivant sur une plateforme de streaming musical, Lisa découvre Quilloughby, un jeune chanteur engagé pour la nature, qu'elle se met instantanément à adorer. Malheureusement, à la suite d'une consommation de viande, à son insu, à son école, elle accueille ce dernier en tant qu'ami imaginaire. Le comportement de Lisa va alors changer au point qu'elle se rebelle contre tout le monde. Mais, en voulant rencontrer son idole en vrai, Lisa pourrait bien avoir une mauvaise surprise...

## Réception
Lors de sa première diffusion, l'épisode a attiré 1,31 million de téléspectateurs.